# Landtagswahlkreis Rendsburg-Ost
Der Landtagswahlkreis Rendsburg-Ost (Wahlkreis 9) ist ein Landtagswahlkreis in Schleswig-Holstein.
Zur Landtagswahl 2017 wurde sein Gebiet neu eingeteilt. Er umfasst seitdem die Gemeinden Kronshagen und Wasbek sowie die Ämter Achterwehr, Bordesholm, Flintbek, Molfsee und Nortorfer Land sowie vom Amt Mittelholstein die Gemeinden des ehemaligen Amtes Aukrug (Arpsdorf, Aukrug, Ehndorf, Padenstedt).
Der Wahlkreis gilt als CDU-Hochburg. Von der unmittelbaren Nachkriegszeit abgesehen, konnte mit Ute Erdsiek-Rave lediglich viermal (1987, 1988, 1992 und 2000) eine Sozialdemokratin den Wahlkreis für sich entscheiden.

## Landtagswahl 2022
| Direktkandidat    | Partei           | Erststimme (gesamt) | Erststimme (in %) | Zweitstimme (gesamt) | Zweitstimme (in %) |
| ----------------- | ---------------- | ------------------- | ----------------- | -------------------- | ------------------ |
| Hauke Göttsch     | CDU              | 20.259              | 42,5              | 20.978               | 43,8               |
| Robert Schall     | SPD              | 9.222               | 19,4              | 6.848                | 14,3               |
| Laura Mews        | GRÜNE            | 9.254               | 19,4              | 9.675                | 20,2               |
| Tina Schuster     | FDP              | 2.822               | 5,9               | 3.295                | 6,9                |
| Thorsten Uhrbrock | AfD              | 1.812               | 3,8               | 1.788                | 3,7                |
| Anissa Heinrichs  | LINKE            | 737                 | 1,5               | 597                  | 1,2                |
| Michael Schunck   | SSW              | 3.029               | 6,4               | 2.746                | 5,7                |
| –                 | PIRATEN          | –                   | –                 | 167                  | 0,3                |
| Holger Steffen    | FREIE WÄHLER     | 381                 | 0,8               | 202                  | 0,4                |
| –                 | Die Partei       | –                   | –                 | 397                  | 0,8                |
| –                 | Z.               | –                   | –                 | 43                   | 0,1                |
| –                 | dieBasis         | –                   | –                 | 599                  | 1,3                |
| –                 | Die Humanisten   | –                   | –                 | 54                   | 0,1                |
| –                 | Gesundheitsf.    | –                   | –                 | 42                   | 0,1                |
| –                 | Tierschutzpartei | –                   | –                 | 323                  | 0,7                |
| Christoph Thurner | Volt             | 139                 | 0,3               | 130                  | 0,3                |

Hauke Göttsch, der dem Landtag seit 2009 angehört, gewann den Wahlkreis erneut.

## Landtagswahl 2017
Wahlkreisergebnis der Landtagswahl 2017
| Direktkandidat                | Partei       | Erststimme (gesamt) | Erststimme (in %) | Zweitstimme (gesamt) | Zweitstimme (in %) |
| ----------------------------- | ------------ | ------------------- | ----------------- | -------------------- | ------------------ |
| Hauke Göttsch                 | CDU          | 21.777              | 44,0              | 17.795               | 35,6               |
| Ralf Stegner                  | SPD          | 15.746              | 31,8              | 11.745               | 23,5               |
| Martin Lätzel                 | GRÜNE        | 4.521               | 9,1               | 7.691                | 15,4               |
| Regine Schlegelberger-Erfurth | FDP          | 3.278               | 6,6               | 5.971                | 11,9               |
| Harro Burghold                | PIRATEN      | 776                 | 1,6               | 511                  | 1,0                |
| Hartmut Steins                | SSW          | 1.242               | 2,5               | 1.262                | 2,5                |
| Stefan Karstens               | LINKE        | 1.498               | 3,0               | 1.565                | 3,1                |
| -                             | FAMILIE      | -                   | -                 | 226                  | 0,5                |
| Hans-Werner Last              | FREIE WÄHLER | 698                 | 1,4               | 255                  | 0,5                |
| -                             | AfD          | -                   | -                 | 2.460                | 4,9                |
| -                             | LKR          | -                   | -                 | 134                  | 0,3                |
| -                             | PARTEI       | -                   | -                 | 318                  | 0,6                |
| -                             | Z.SH         | -                   | -                 | 104                  | 0,2                |

Neben dem Wahlkreisabgeordneten Hauke Göttsch von der CDU, der dem Landtag seit 2009 angehört, wurde auch der Direktkandidat der SPD, Ralf Stegner, über die Landesliste seiner Partei in den Landtag gewählt. Stegner legte sein Mandat am 25. Oktober 2021 nach seiner Wahl in den Deutschen Bundestag nieder.

## Landtagswahl 2012
| Direktkandidat   | Partei       | Erststimme (gesamt) | Erststimme (in %) | Zweitstimme (gesamt) | Zweitstimme (in %) |
| ---------------- | ------------ | ------------------- | ----------------- | -------------------- | ------------------ |
| Hauke Göttsch    | CDU          | 20.633              | 40,0              | 16.844               | 32,5               |
| Ralf Stegner     | SPD          | 16.384              | 31,8              | 15.440               | 29,8               |
| Cornelia Conrad  | FDP          | 1.973               | 3,8               | 4.354                | 8,4                |
| Markus Wegner    | GRÜNE        | 6.365               | 12,3              | 7.555                | 14,6               |
| Daniela Asmussen | LINKE        | 832                 | 1,6               | 803                  | 1.5                |
| Rüdiger Schulz   | SSW          | 1.803               | 3,5               | 1.926                | 3,7                |
| Sven Bielawa     | PIRATEN      | 3.551               | 6,9               | 3.811                | 7,4                |
| -                | FREIE WÄHLER | -                   | -                 | 307                  | 0,6                |
| -                | NPD          | -                   | -                 | 282                  | 0,5                |
| -                | FAMILIE      | -                   | -                 | 481                  | 0,9                |
| -                | MUD          | -                   | -                 | 41                   | 0,1                |

Neben dem Wahlkreisabgeordneten Hauke Göttsch von der CDU, der zuvor den aufgelösten Wahlkreis Rendsburg-Süd vertrat, wurde auch der Direktkandidat der SPD, Ralf Stegner, der dem Landtag seit 2005 angehörte, über die Landesliste seiner Partei in den Landtag gewählt. Die FDP-Kandidatin Cornelia Conrad, die dem Parlament seit 2009 angehört hatte, verpasste aufgrund der Verluste ihrer Partei den Wiedereinzug in die Volksvertretung.

## Zuschnitt bis 2009
Der Wahlkreis umfasste vom Kreis Rendsburg-Eckernförde die Gemeinden Altenholz und Kronshagen sowie die Ämter Achterwehr, Dänischenhagen, Dänischer Wohld, Flintbek und Molfsee. Er war als Wahlkreis 13 nummeriert.

## Landtagswahl 2009
| Direktkandidat   | Partei  | Erststimmen in % | Zweitstimmen in % |
| ---------------- | ------- | ---------------- | ----------------- |
| Marion Herdan    | CDU     | 36,3             | 31,4              |
| Ulf Daude        | SPD     | 29,3             | 24,7              |
| Wolfgang Kubicki | FDP     | 13,1             | 16,8              |
| Marret Bohn      | GRÜNE   | 11,5             | 14,4              |
| Rüdiger Schulze  | SSW     | 4,4              | 5,0               |
| Hans-Werner Last | LINKE   | 3,1              | 3,7               |
| Philipp Stern    | PIRATEN | 1,5              | 1,6               |
| -                | NPD     | -                | 0,5               |
| Helmut Groß      | FW-SH   | 0,9              | 0,9               |
| -                | RENTNER | -                | 0,4               |
| -                | FAMILIE | -                | 0,6               |
| -                | RRP     | -                | 0,1               |
| -                | IPD     | -                | 0,0               |

Neben der erstmals gewählten Wahlkreisabgeordneten Marion Herdan (CDU) wurden der FDP-Fraktionsvorsitzende Wolfgang Kubicki, der dem Landtag seit 1992 angehörte, und erstmals die Grünen-Kandidatin Marret Bohn über die Landeslisten ihrer jeweiligen Partei in den Landtag gewählt.

## Landtagswahl 2005
| Direktkandidat   | Partei  | Erststimmen in % | Zweitstimmen in % |
| ---------------- | ------- | ---------------- | ----------------- |
| Ute Erdsiek-Rave | SPD     | 39,8             | 36,0              |
| Sylvia Eisenberg | CDU     | 42,5             | 40,5              |
| Wolfgang Kubicki | FDP     | 7,6              | 7,4               |
| ?                | GRÜNE   | 5,3              | 8,4               |
| ?                | SSW     | 4,9              | 4,4               |
| -                | NPD     | -                | 1,2               |
| -                | FAMILIE | -                | 0,6               |
| –                | Andere  | –                | 1,4               |

Neben der erstmals gewählten Wahlkreisabgeordneten Sylvia Eisenberg, die das Mandat nach fünf Jahren für die CDU zurückgewinnen konnte, wurden ihre Vorgängerin, die frühere Landtagspräsidentin Ute Erdsiek-Rave (SPD), Abgeordnete seit 1987, und der FDP-Fraktionsvorsitzende Wolfgang Kubicki, der dem Landtag seit 1992 angehörte, über die Landeslisten ihrer jeweiligen Partei in den Landtag gewählt.

## Bisherige Abgeordnete
Direkt gewählte Abgeordnete des Wahlkreises Rendsburg-Ost waren:
| Jahr | Direktkandidat   | Partei | Erststimmen in % |
| ---- | ---------------- | ------ | ---------------- |
| 2022 | Hauke Göttsch    | CDU    | 42,5             |
| 2017 | Hauke Göttsch    | CDU    | 44,0             |
| 2012 | Hauke Göttsch    | CDU    | 40,0             |
| 2009 | Marion Herdan    | CDU    | 36,3             |
| 2005 | Sylvia Eisenberg | CDU    | 42,5             |
| 2000 | Ute Erdsiek-Rave | SPD    | 45,4             |
| 1996 | Ottfried Hennig  | CDU    | 38,5             |
| 1992 | Ute Erdsiek-Rave | SPD    | 44,0             |
| 1988 | Ute Erdsiek-Rave | SPD    | 53,4             |
| 1987 | Ute Erdsiek-Rave | SPD    | 44,3             |
| 1983 | Anke Gravert     | CDU    |                  |
| 1979 | Werner Hahn      | CDU    | 52,5             |
| 1975 | Werner Hahn      | CDU    | 54,1             |
| 1971 | Werner Hahn      | CDU    | 56,5             |
| 1967 | Werner Hahn      | CDU    | 49,2             |
| 1962 | Knud Knudsen     | CDU    | 49,5             |
| 1958 | Knud Knudsen     | CDU    | 47,3             |
| 1954 | Knud Knudsen     | CDU    | 39,0             |
| 1950 | Knud Knudsen     | FDP    | 37,7             |
| 1947 | Kurt Pohle       | SPD    | 45,7             |